# Röbbel
Röbbel ist ein Dorf mit etwa 115 Einwohnern im Landkreis Uelzen in Niedersachsen. Es gehört zur Stadt Bad Bevensen.
Nennenswert ist der Röbbelbach, welcher den Ort durchfließt und bei Klein Hesebeck in die Ilmenau mündet. Des Weiteren existiert die Freiwillige Feuerwehr Röbbel mit etwa 35 Mitgliedern, sowie ein gemeinsamer Sportverein mit dem Nachbardorf Groß Hesebeck, der TSV Groß Hesebeck Einigkeit Röbbel.
Außerdem findet in Röbbel seit 2008 alljährlich im Frühjahr das nationale Fahrrad-Rundstreckenrennen „Die Hölle des Nordens“ statt. Dabei geht es auf dem sechseinhalb Kilometer langen Rundkurs Röbbel → Masbrock → Gollern → Röbbel über raue Streckenabschnitte, erwähnenswert sind die ca. 1,5 km grobes, ausgewaschenes Kopfsteinpflaster. Den Titel „Hölle des Nordens“ erhielt das Radrennen aufgrund seiner schwierigen Streckenführung in Anlehnung an das berühmte Radrennen Paris–Roubaix, welches auch als L’Enfer du Nord (Hölle des Nordens) bezeichnet wird.
Am 1. Juli 1972 wurde Röbbel in die Stadt Bevensen – heute Bad Bevensen – eingegliedert.